# Nicolas Industrie

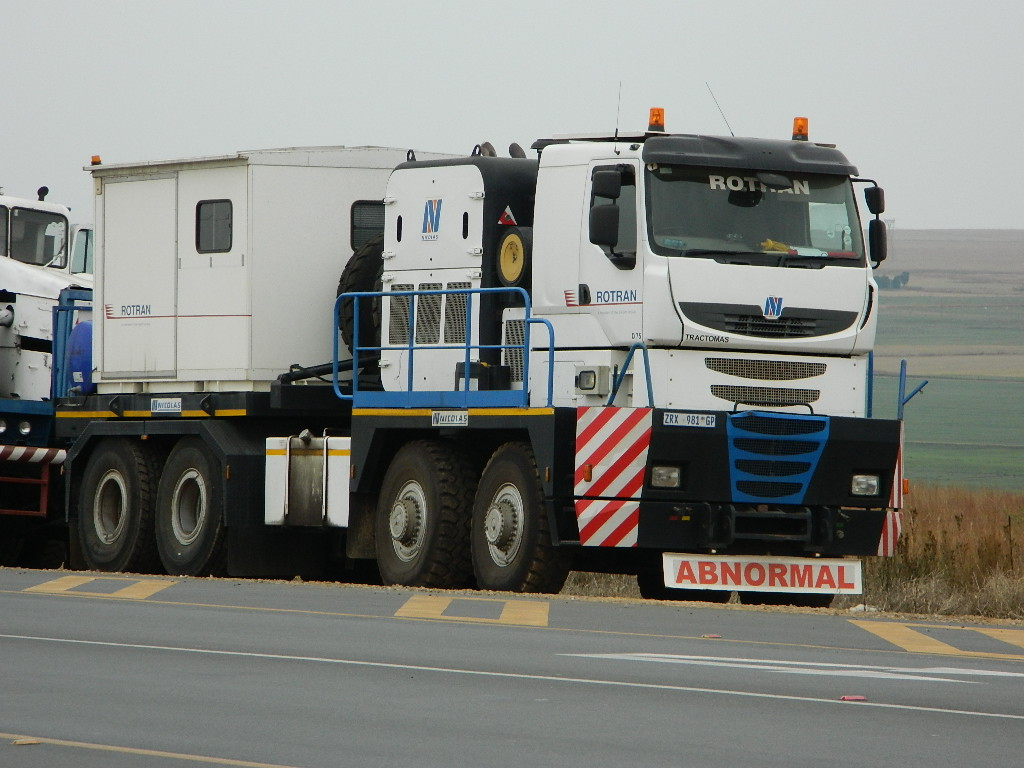
Nicolas Tractomas D75 in Südafrika

Nicolas Industrie S.A.S. ist ein französischer Hersteller von Schwerlastern, Anhängern und SPMTs, die für den Schwertransport bestimmt sind. Nicolas ist seit 1969 in Champs-sur-Yonne ansässig. Im gleichen Jahr begannen sie Fahrzeuge zu entwickeln, die für Schwertransporte ausgelegt sind. Die Laster, die unter der Marke Tractomas verkauft werden, werden auf Einzelaufträge hin angefertigt. Meistens nutzen sie dafür Renault Trucks und andere Teile sowie einige markenrechtlich geschützte Teile von Produzenten aus aller Welt. Der Nicolas Tractomas TR1010 D100 hält derzeit den Rekord als der größte Laster der Welt, der auf der Straße fährt und dabei 71 Tonnen wiegt.

## Geschichte
Der Hersteller wurde 1855 als Produzent für Ackerwagen gegründet. Seit 1994 ist Nicolas Teil der Transporter Industry International GmbH (TII). TII besitzt auch Scheuerle und KAMAG, welche weitere wichtige Produzenten für den Schwertransport sind.